# Rohit David
Rohit "Rune" David (Oslo, 22 oktober 1985) is een voormalig Noorse darter.
David had zich gekwalificeerd voor het televisie toernooi Winmau World Masters 2012. Op dit toernooi versloeg hij 3-voudig wereldkampioen Martin Adams met 3-1 bij de laatste 32 van het toernooi.
Voor de World Professional Darts Championship 2013 is David ook gekwalificeerd via de internationale play-offs.

## Resultaten op Wereldkampioenschappen

### BDO
- 2013: Laatste 32 (verloren van Wesley Harms met 1-3)

### WDF
- 2007: Laatste 16 (verloren van Paul Hanvidge met 3-4)

## Trivia
Zijn zus, Rachna David, speelt mee met de BDO voor vrouwen.